# Йозеф Ковачик
Йозеф Ковачик (словац. Jozef Kováčik; 1 січня 1980) — словацький хокеїст, захисник. Виступає за «Дукла» (Тренчин) у Словацькій Екстралізі.
Вихованець хокейної школи ХК «Топольчани». Виступав за ХК «Топольчани», «Ітонг» (Брно), МХК «Мартін», ХК «Нітра».
У складі національної збірної Словаччини провів 2 матчі.
Досягнення
- Чемпіон Словаччини (2008).